# Alejandro Jadad
Alejandro Jadad és un doctor canadenco-colombià. Jadad és graduat en Medicina per la Universitat Javeriana de Colòmbia i doctor en Medicina Clínica pel Balliol College de la Universitat d'Oxford.
Considerat un dels «deu hispano-canadencs més influents» (2007), Jadad ha estat distingit amb el Canadian Latin American Achievement Award (2004), per la contribució més significativa a les relacions entre el Canadà i el món hispà feta per una persona hispana; el Distinguished Lecturer Award (2006), atorgat pel Health Canada’s Chief Scientist, per la seva contribució al sistema de salut, i l'Orden del Congreso de Colombia, atorgada pel govern d'aquest país, entre altres reconeixements. El 2018 fou distingit amb un títol doctor honoris causa per la UOC.